# Shein (société)
Pour les articles homonymes, voir Shein.
Shein (en chinois : 希音 ; pinyin : Xīyīn, prononcé à l'international [ˈʃiːɪn], comme en anglais she-in) est un détaillant chinois de mode en ligne pour adultes et enfants, fondé par Xu Yangtian (Chris Xu) en 2008. La société cible principalement les femmes âgées de 16 ans à 34 ans. L'entreprise de mode éphémère est connue pour ses vêtements bon marché, fabriqués en Chine.

## Histoire
Shein est fondée à Nanjing, en Chine, en 2008 par Yangtian Xu (Chris Xu), au départ pour commercialiser des robes de mariée. Le site web original de la marque était Sheinside.com.
En 2013, Shein compte cent employés et a déjà établi son siège de produit à Guanghzou, en Chine, à partir duquel Shein utilise un système de chaîne d'approvisionnement agile connu sous le nom de « vente au détail en temps réel ».
En juin 2020, elle a été interdite en Inde en invoquant des problèmes de confidentialité. En juillet 2020, un collier controversé avec un symbole svastika a été signalé et retiré de la vente (la marque a précisé qu'il s'agissait d'un svastika bouddhiste et non d'une croix gammée nazie).
En progression constante, en 2019 le chiffre d'affaires de Shein est de 2,3 milliards d'euros. En 2020, le chiffre d'affaires est estimé à 8,8 milliards d’euros, puis pratiquement le double l'année suivante avec 15 milliards de dollars ; en seulement trois ans, la progression du chiffre d'affaires est alors de 900 % et le bénéfice culmine à 2 milliards de dollars en 2024 selon le Financial Times.
Le 17 mai 2021, elle était l'application « Shopping » la plus téléchargée aux États-Unis, et entre quatrième et sixième plus gros vendeur web de mode en France,. C'est cette année là que la marque explose en notoriété, aidée par les confinements successifs et le développement du commerce sur internet. L'année suivante, elle comptabilise quarante millions d'acheteurs actifs avec un panier moyen autour des 7 à 8 euros. Afin d'améliorer ses délais de livraison, elle s'installe sur Amazon en juin 2023 avec, au départ, une centaine de références seulement dont certaines bénéficient du Prime.
La marque organise un défilé à Paris cette même année 2023, suscitant une polémique sur le non-respect des droits des travailleurs par l'entreprise et ses conséquences sur l'emploi en France. 
Fin 2024, alors que la marque a transféré son siège social à Singapour, elle envisage d'entrer à la Bourse de Londres. 
En avril 2025, la Financial Conduct Authority a approuvé le prospectus d'introduction en bourse de Shein.
Le 26 mai 2025 Shein est mise en cause par la Commission européenne qui dénonce un large éventail d'infractions, pointant notamment de « faux rabais », de « faux délais », des « étiquettes de produits trompeuses » et des « allégations trompeuses ».
En juillet 2025, Shein a accepté de payer 40 millions d’euros d'amende suite à une enquête de la DGCCRF pour pratiques commerciales trompeuses, qui dénonce notamment le mode de calcul du montant des réductions présentées. La répression des fraudes épingle également le manque de justification d'allégations environnementales présentes sur son site Internet, tel que la limitation annoncée de l'impact environnemental de l'entreprise en diminuant de 25 % ses émissions de gaz à effets de serre. Une seconde amende de 1,098 million d’euros a été infligée pour une information défaillante sur la qualité environnementale des produits.

## Description
À la différence des géants chinois Aliexpress ou Temu, Shein n'est pas un marketplace (place de marché) où de nombreux revendeurs sont mis en relation avec des particuliers. Il s'agit d'une marque à part entière, qui fabrique et revend ses propres produits. Shein vend essentiellement des vêtements, mais la plateforme s'est récemment étendue en proposant des bijoux, produits de beauté ou encore des accessoires pour la maison. En parallèle de la distribution sur internet, elle ouvre en France plusieurs magasins éphémères où il n'est pas possible d'acheter, simplement comme vitrine des produits.
La stratégie de l'entreprise est de produire de petites quantités de vêtements, à bas prix, généralement 100 à 300 exemplaires, puis d'augmenter rapidement la production si le produit est demandé. Les invendus représentent moins de 10 % de la production alors que la moyenne de ce secteur économique tourne autour de 30 %. Il est estimé que 2 000 ou 5 000 à 10 000 ou 6 000, nouveaux produits seraient proposés chaque jour. Elle entre ainsi dans l'« ultra fast fashion », arrivant à avoir un cycle de fabrication d'une semaine,. Surfant sur la crise économique, elle combine petits prix et marketing innovant. Cette production est perpétuellement relayée par des influenceurs ; la marque chinoise en compte plusieurs centaines, particulièrement sur TikTok, média de prédilection de la marque, ciblant plus particulièrement les moins de 25 ans. Elle utilise également abondamment la publicité en ligne.
Shein collecte une grande quantité de données personnelles au moyen de son application mobile, bardée de dispositifs de suivi. Une majorité des achats se fait par l'application et les clients sont incités à l'utiliser par l'offre de bons d'achats, de réductions permanentes, de jeux ou de concours créant une forme d'addiction chez les clients. Les algorithmes de la plateforme permettent « de scruter les aspirations des clients en temps réel », le tout dans un manque de transparence souligné. 
L'entreprise compte environ 3 000 fournisseurs en Chine. L'entreprise fait 35 à 40 % de son chiffre d'affaires en Amérique, 30 à 35 % en Europe du Sud et de l'Ouest. Après une quinzaine d'années d'existence, l'entreprise est valorisée 100 milliards de dollars. Présente à fin 2024, par l'intermédiaire de son site, dans 150 pays, elle n'est pas distribuée en Chine.

## Lobbying
Au printemps 2025, la marque essaie de contrer la loi en préparation pour lutter contre l'impact environnemental de la fast fashion. Pour cela elle lance des opérations de lobbying, cherchant à améliorer son image. Elle recrute notamment Christophe Castaner, ancien ministre de l'Intérieur français, comme conseiller dans sa stratégie RSE. Depuis 2025, l'entreprise peut compter en France sur une importante équipe de lobbying comprenant donc Christophe Castaner, mais également un ancien commissaire européen Günther Oettinger, une ancienne secrétaire d'état Nicole Guedj et un ancien responsable du MEDEF Bernard Spitz. Magali Berdah intervient également en tant qu'influenceuse pour tenter de démontrer les limites de la loi sur les réseaux sociaux.
Fin avril 2025, la marque lance une campagne de publicité afin de modifier l'image que le public a de Shein. Elle veut pour cela opérer un glissement sémantique de marque de fast fashion vers marque produisant à la demande.
L'entreprise a également renforcé ses budgets lobbying tant à Paris qu'à Bruxelles. Le montant déclaré auprès de la Commission européenne des dépenses de lobbying est ainsi passé de 10 000 € en 2022 à 300 000 € en 2024. Pour les  dépenses déclarées en France, le budget est passé d'entre 10 à 25 000 € en 2024 à 200 000 € en 2024.
L'ensemble des députés et sénateurs des commissions concernées par le texte de loi ont fait l'objet de pressions. Les Amis de la Terre et l'Observatoire des multinationales saisissent la HATVP pour lui demander d'exercer son devoir de contrôle sur ce dossier. Le 11 juin 2025, France Info et le cabinet d'analyse en données Bloom, révèlent que Shein utilise une armée de plus de 2 000 bots (faux profils gérés par des ordinateurs) pour défendre l'entreprise sur les réseaux sociaux face au projet de loi.

## Critiques

### Violation des droits humains
Le 12 novembre 2021, l'ONG Public Eye révèle que les salariés d'Ambo, le principal entrepôt de Shein à Foshan, travaillent 12 heures par jour et jusqu'à 28 jours par mois. Ces horaires sont contraires au droit chinois. Le 11 janvier 2022, Raphaël Glucksmann, député européen, accuse Shein de « non respect des droits sociaux » et de « catastrophe écologique ». Le député relaie les données de l'enquête de Public Eye. Le 17 octobre 2022, Channel 4 diffuse un documentaire sur la condition ouvrière dans deux usines de Shein :  certains employés y travaillent 18 heures par jour. Une employée témoigne : « Je travaille tous les jours, il n'y a pas de jours de congés ». Dans l'autre usine filmée, les travailleurs sont amputés des deux tiers de leur salaire pour chaque erreur commise.

### Présence de produits toxiques dans les vêtements
Audrey Millet, autrice du Livre noir de la mode, rappelle dans une étude réalisée pour Saskia Bricmont, eurodéputée EELV, et présentée au Parlement européen le 30 janvier 2023 que Shein a été épinglée par plusieurs tests scientifiques qui démontrent des résidus de produits toxiques, cancérogènes et mutagènes dans les vêtements. Les résultats ont révélé la trace de phtalates, cadmium, baryum, arsenic, mercure et plomb. « Ce sont des composantes que l’on a retrouvées sur des vêtements d’enfants vendus sur Shein, avec un taux de plomb 20 fois plus élevés que celui autorisé. Ce sont des produits extrêmement dangereux pour la santé du consommateur », termine Audrey Millet. 

### Impact environnemental
La question de l'écologie se voit d'ailleurs souvent soulevée de par le modèle économique de Shein : avec une production exclusivement chinoise puis exportée partout dans le monde et par l'usage de matières synthétiques, le coût environnemental est important. Cependant, c'est surtout le modèle de « l'ultra-fast fashion », reposant sur un système de modes très éphémères et où les vêtements ne sont pas pensés pour être portés longtemps qui génère un très fort impact environnemental. Ses principaux clients, entre 15 et 25 ans, marquent ainsi une ambiguïté entre ses achats lointains et des impératifs écologiques ou éthiques ; mais, le pouvoir d'achat reste leur première préoccupation, avant l'environnement.

### Plagiat
L'entreprise est connue pour entretenir une certaine discrétion et pour la fabrication et la vente de contrefaçons,. C'est pourtant dans les nouvelles tendances qu'elle puise inexorablement son inspiration pour produire toujours plus rapidement.
En 2018, l'entreprise est poursuivie par Levi Strauss & Co. pour avoir copié une couture de jean de marque déposée. L'affaire est réglée à l'amiable. En 2021, Shein est accusée d'avoir copié les chaussures Dr. Martens. Pour un analyste du secteur, la violation de propriété intellectuelle est une pratique courante de la fast fashion.

## Amendes et condamnations
En juillet 2025 la DGCCRF sanctionne Shein d'une amende de 40 millions d'euros pour publicité commerciale trompeuse. Sont notamment pointés du doigt la réalité de ses promotions et les affirmations de Shein sur le respect de l'environnement. Par ailleurs Shein écope d'une amende de 1,098 million d'euros pour ne pas avoir mentionné que ses produits rejettent des microfibres plastiques.
En août 2025 l'Autorità Garante della Concorrenza e del Mercato (it) (Autorité italienne de la concurrence) condamne Shein à une amende d'un million d'euro pour diffusion d'informations mensongères voire trompeuses sur ses efforts environnementaux, notamment à propos de la recyclabilité de ses produits.